# Bramocharax
Bramocharax är ett släkte av fiskar. Bramocharax ingår i familjen Characidae.
Kladogram enligt Catalogue of Life:
| Bramocharax | \| \| Bramocharax baileyi \| \| \| \| \| \| Bramocharax bransfordii \| \| \| \| \| \| Bramocharax caballeroi \| \| \| \| \| \| Bramocharax dorioni \| \| \| \| |
|             | \| \| Bramocharax baileyi \| \| \| \| \| \| Bramocharax bransfordii \| \| \| \| \| \| Bramocharax caballeroi \| \| \| \| \| \| Bramocharax dorioni \| \| \| \| |
|             | Bramocharax baileyi |
|             | |
|             | Bramocharax bransfordii |
|             | |
|             | Bramocharax caballeroi |
|             | |
|             | Bramocharax dorioni |
|             | |